# 杜波伊斯 (愛達荷州)
杜波伊斯（英語：Dubois）是一個位於美國愛達荷州克拉克縣的城市。根據2010年美國人口普查，該地人口為677人，而該地的面積約為7.07平方千米。同時該地也是克拉克縣的縣治。

## 地理
杜波伊斯的座標為44°10′53″N 112°13′54″W / 44.18139°N 112.23167°W，而該地的平均海拔高度為1569米（即5148英尺）。